# Нижний Иржавец (Оржицкий район)
Нижний Иржавец (укр. Нижній Іржавець) — село,
Лукомский сельский совет,
Оржицкий район,
Полтавская область,
Украина.
Код КОАТУУ — 5323683605. Население по переписи 2001 года составляло 188 человек.
Село указано на специальной карте Западной части России Шуберта 1826-1840 годов

## Географическое положение
Село Нижний Иржавец находится на левом берегу реки Иржавец, которая через 4 км впадает в реку Сула,
выше по течению на расстоянии в 2,5 км расположено село Дмитровка.
Река в этом месте сильно заболочена.
Через село проходит автомобильная дорога Т-1709.